# Gregorius I
Gregorius I, även kallad Gregorius I Magnus, Gregorius den store, född cirka 540 i Rom, död 12 mars 604 i Rom, var påve från 3 september 590 till 12 mars 604. Han var kyrkolärare och helgon i Romersk-katolska kyrkan, med 3 september som festdag.
Den gregorianska sången bär hans namn. Han modifierade den tidigare listan över de värsta synderna som nu kom att omfatta de berömda sju dödssynderna: högmod, girighet, vällust, avund, frosseri, vrede och likgiltighet. Han gjorde det som en sammanfattning av Bibelns budskap om synd.

## Biografi

### Munklöften, prästvigning, påveval
Gregorius tillhörde en senatorsfamilj, son till tjänstemannen i kyrkan Gordianus och sankta Silvia. Han studerade först rättsvetenskap och var i flera år stadsprefekt i Rom, vände sig därefter till religiös verksamhet och ingick omkring 575 i kloster han själv anlade i föräldrahemmet vid Circus Maximus i Rom, där han utmärkte sig för sin ytterligt stränga askes. Gregorius, som 577 blivit diakon, sändes 579 som sändebud (så kallad apocrisiarius, vilket ungefär motsvarar en apostolisk nuntie) till Konstantinopel, varifrån han (sannolikt 585) återvände till sitt kloster, vid dagens San Gregorio Magno al Celio, där han utsågs till abbot. 590 valdes Gregorius motvilligt till biskop av Rom.

### Biskop av Rom, grunden till Påvestaten
Som sin primära uppgift fattade han att försöka skydda Rom mot langobarderna. I sin kamp mot dem hade han dock ringa framgång, och först 599 slöts fred. Med rastlös iver arbetade Gregorius på att organisera och upparbeta den romerska kyrkans besittningar som var utspridda kring hela Italien (Patrimonium Sancti Petri, som utgjorde grunden till den senare Påvestaten). Den grundsats han därvidlag sökte följa var att kyrkan själv skulle förvalta sitt gods om möjligt genom präster. De summor den förbättrade förvaltningen inbringade använde Gregorius till en storartad social verksamhet som gjorde honom populär över hela Italien.
Av sin ställning som Roms biskop hade Gregorius en storslagen uppfattning. Efter sin invigning kallade han sig liksom före densamma "Guds tjänares tjänare" (servus servorum Dei), men samtidigt hävdade han som Petri efterföljare sitt primat över övriga biskopar, särskilt gentemot patriarken av Konstantinopel, vilken i sina skrivelser betecknade sig som ekumenisk biskop (episcopus universalis), men även på andra håll (gentemot ärkebiskopen av Ravenna samt över den nordafrikanska, frankiska och spanska kyrkan) sökte han – inte alltid med framgång – göra sina anspråk gällande. 

### Betydelse för klosterväsendet
För klosterväsendet, särskilt för benediktinerna, hyste han stort intresse och bidrog kraftigt till deras utbredning, liksom han sökte ställa munkarna mera oberoende av det sekulära prästerskapet. Ingen biskop skulle få blanda sig i ett klosters angelägenheter såvida det inte fanns verkliga skäl som talade för detta.

### Gregorianska missionen till Britannien
Även för missionen var hans verksamhet av betydelse; han tog initiativet till mission bland angelsaxarna i Britannien. I England gifte sig den hedniske Ethelbert med den frankiska kungadottern Bertha, som medgavs rätten att behålla sin tro och medföra en biskop. År 596 sände Gregorius prosten Augustinus från det romerska Andreasklostret med två följeslagare till Canterbury. Redan 597 mottog kungen dopet, vilket inspirerade tusentals andra att göra detsamma. Den 22 juni 601 avlät Gregorius ett kyrkligt program för Britannien, enligt vilket London och York skulle bli metropoler, vart och ett med tolv lydbiskopar (suffraganer). Detta förblev dock närmast ett utkast eftersom kyrkan här hade att handskas med både hedendomen och den gammalbrittiska bekännelsen, som då stod i sin fulla kraft.

### Teologi och ställningstaganden
Som teolog är Gregorius också av betydelse; han uppträdde med stränghet mot tidens schismatiska rörelser. Bland hans arbeten, av vilka en berömd upplaga utgavs av maurinerna 1705 i 4 folioband, märks Expositio in beatum Job seu moralium libri XXXV och Libri IV dialogorum. Av hans hand finns därtill bevarad en mängd predikningar; även hymner har han författat. Av stort värde för tidens historia är de 853 brev som ännu finns bevarade. Även på det liturgiska området har han varit verksam, fastän olika meningar framträtt huruvida Gregorius äger rätt till den ställning på detta område som traditionen tillerkänt honom (se gregorianska sången).
På det dogmhistoriska området var Gregorius av stor betydelse som förmedlare av den augustinska teologin  till de nya kyrkorna. 
Han har även haft betydelse för patristiken och den kyrkliga kulten. Han gav nattvarden formen av ett mässoffer, införde skärselden i de troendes fantasi och uppställde satsen att kyrkan hade en fond av goda gärningar som genom mässor kunde komma de avlidnas själar till godo. Dessutom nådde Maria- och relikkulten på Gregorius tid sin fulla utveckling.

### Död, kyrkolärare och helgonkult
Gregorius dog den 12 mars 604. Romersk-katolska kyrkan räknar Gregorius som helgon och som en av kyrkans fyra äldsta kyrkolärare (doctores ecclesiæ), tillsammans med Ambrosius av Milano, Augustinus och Hieronymos. I de östortodoxa kyrkorna är han känd som Gregorius Dialogus.